# ألفريدو مورينو
ألفريدو مورينو (بالإسبانية: Alfredo Moreno Charme) (و. 1956  م) هو دبلوماسي، وسياسي، وشخصية أعمال تشيلي، ولد في سانتياغو.

## مناصب
تولى منصب Minister of Public Works of Chile ‏ (منذ 13 يونيو 2019)
- Minister of Social Development and Family (Chile) ‏ (2 أبريل 2019–13 يونيو 2019)[2]
- Minister of Social Development of Chile ‏ (11 مارس 2018–2 أبريل 2019)
- وزير الشؤون الخارجية في شيلي ‏ (11 مارس 2010–11 مارس 2014)

.

## التعليم
تعلم في الجامعة البابوية الكاثوليكية في تشيلي
.

## جوائز
حصل على جوائز منها:
- وسام الصليب الأعظم لإيزابيلا الكاثوليكية
- وسام الصليب الأعظم البيروفي لرهبانية الشمس